# 쌍용C&E
쌍용C&E(雙龍C&E(株), Ssangyong C&E Co., Ltd.)는 대한민국 최대의 시멘트 제조 회사이다.

## 역사
- 1962년 - 설립(당시 쌍용양회공업)
- 1965년 - 국내 최초로 레미콘 사업에 진출했고
- 1975년 - 한국증권거래소에 상장했다.
- 1987년 - 쌍용건설로부터 용평리조트 사업본부 인수[1]
- 2000년 - 용평사업부를 별도법인 (주) 용평리조트로 분사시켰으나[2] 2003년 세계일보에 매각[3]
- 2000년 - 일본 Taiheiyo Cement Corporation이 주식 20%를 취득해 경영에 참가[4].
- 2016년 - 일본 Taiheiyo Cement Corporation이 보유한 모든 주식을 한국 투자 회사에 매각[5].
- 2021년 - 쌍용C&E로 사명 변경
- 2024년 - 상장폐지

## 공장
21년 5월 14일 11시 30분경, 강원도 동해 쌍용 C&E 시멘트 공장에서 10m 높이 크레인이 공장 바닥으로 완전히 무너져 내렸다.이 사고로 조정실에 올라가 작업하던 64살 김씨가 함께 추락하였다. 김씨는 심정지 상태로 인근 병원으로 옮겨졌지만, 끝내 숨겼다. 김씨는 창고에 보관하던 규석을 컨베이어에 벨트로 옮겨 싣는 크레인 작업을 하고 있었다. 이곳에서는 19년 12월에도 하청업체 직원이 추락하여 숨지는 사고가 발생하였다. 건물 위에서 크레인 작업에 참여한 63살 노동자가 체인에 부딪히며 20m 아래로 떨어져서 숨겼다. 갑자기 크레인 작업에 투입되어 별다른 추락 방지 장비를 갖추지 못하였다. 이에 쌍용 C&E 관계자는 "크레인 자체가 운전석이 추락한 상황이거든요. 저희들도 조금 의아하여 원인 파악을 좀 하여야 된다. 평소 현장에서 안전장비를 제대로 갖추고 작업하였다. 구체적인 사고 경위를 파악하고 있다" 고 밝혔다.